# Park Narodowy Töfsingdalen
Park Narodowy Töfsingdalen (szw. Töfsingdalens nationalpark) – park narodowy w Szwecji, położony na terenie gminy Älvdalen, w regionie Dalarna. Został utworzony w 1930 w celu ochrony doliny w górzystym obszarze północnej części regionu Dalarna.
Park Narodowy Töfsingdalen jest uważany za przykład prawdziwej dzikości: niedostępny, jałowy i niezamieszkany teren, pokryty licznymi głazowiskami i gęstymi, naturalnymi lasami. Prawdopodobnie jest to najtrudniej dostępny obszar na terenie Szwecji.
Park obejmuje 2 grzbiety i dolinę pomiędzy nimi. Najwyższy punkt na terenie parku to szczyt Hovden (892 m n.p.m.), z którego rozpościerają się rozległe widoki. Drugi grzbiet nosi nazwę Olåsen, co znaczy pole głazów i dobrze opisuje tutejsze ukształtowanie terenu.
Najwięcej gatunków roślin można znaleźć wzdłuż brzegów strumienia Töfsingån. Na obszarach porośniętych lasem sosnowym rośnie znacznie mniej gatunków. Znaleźć można tutaj między innymi rzadki gatunek porostu – jaskrotę lisią (Letharia vulpina), który rośnie na martwych drzewach. Spośród zwierząt najciekawsze gatunki, jakie można spotkać na terenie parku, to rosomak (Gulo gulo) oraz niedźwiedź (Ursus arctos).
Najbliżej położoną miejscowością jest leżące 35 kilometrów na południe Idre w gminie Älvdalen. Na terenie parku nie ma żadnej infrastruktury turystycznej. Najbliższe miejsce, gdzie można przenocować znajduje się w Siljanskojan, nad rzeką Storån, 7 kilometrów na południowy wschód od granicy parku. Na teren parku można także dostać się, wędrując 12 km ze stacji badawczej nad jeziorem Grövelsjön, leżącej na zachód od parku. Przemieszczanie się po terenie parku utrudniają liczne głazowiska.